# Hôtel de Talmay
L'Hôtel de Talmay est un hôtel particulier de la ville de Dijon situé 3 rue Vauban, dans son secteur sauvegardé.
Il est inscrit aux monuments historiques depuis 1937 et classé en partie depuis 1947.

## Plaque d'information

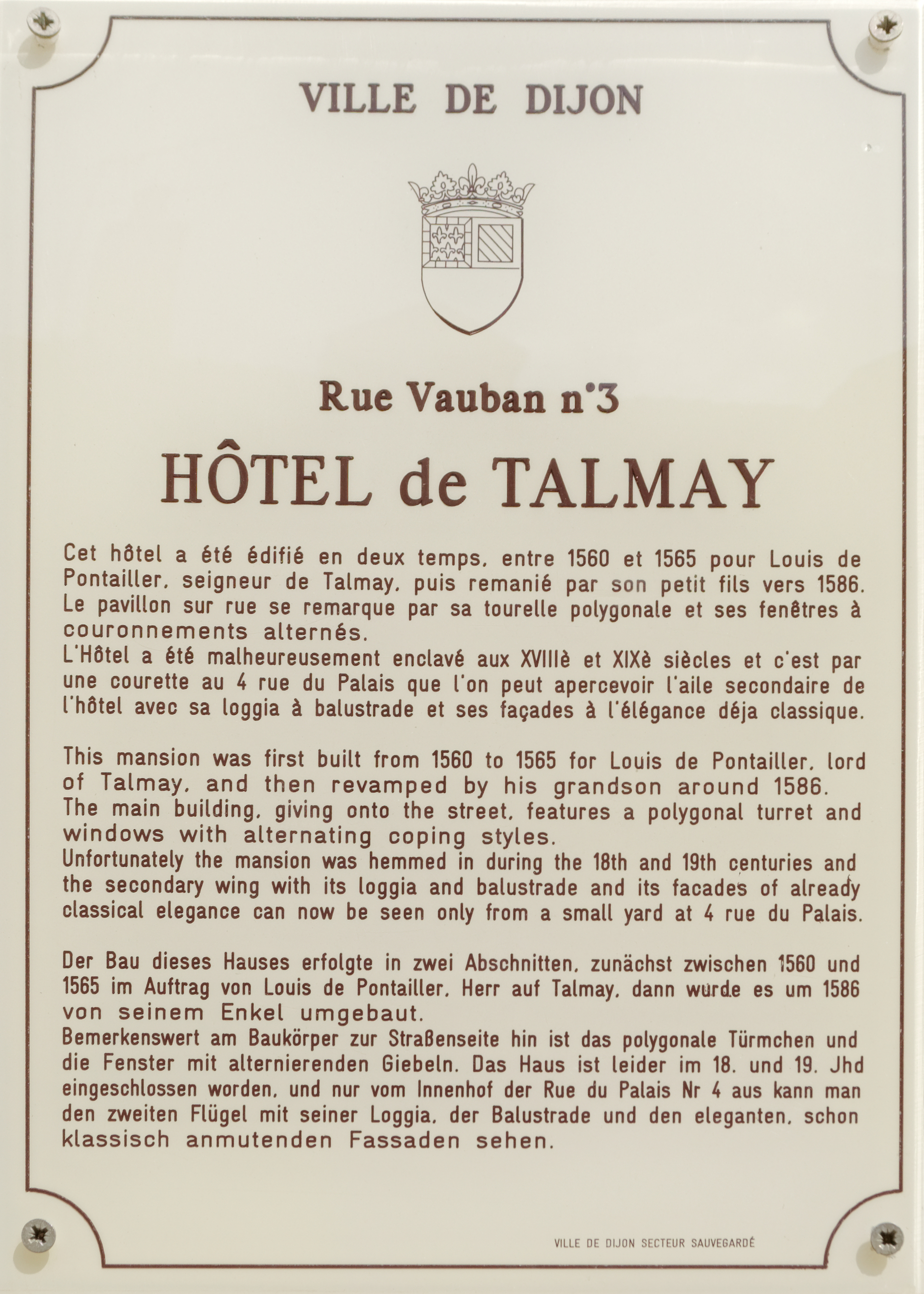
Plaque d'information trilingue (français, anglais, allemand)